# Мюллер, Фриц (регбист)
Фриц Мю́ллер (нем. Fritz Müller; XIX век — неизвестно) — германский регбист, серебряный призёр летних Олимпийских игр 1900.
На Олимпийских играх Мюллер входил в сборную Германию, которая в единственном матче проиграла Франции со счётом 21:17, получив серебряные медали.